# Minami Aoyama
Minami Aoyama (en japonés: 藍山みなみ; romanizado: Aoyama Minami) (Tokio, 28 de mayo de 1982) es una actriz de películas pinky violence y AV Idol japonesa.

## Vida y carrera
Natural de Tokio, donde nació en mayo de 1982, comenzó su carrera como actriz de videos para adultos (AV) en 2003, a la edad de 21 años. Hizo su debut cinematográfico en el cine de pinky violence ese mismo año en la película Ambiguous, del director Toshiya Ueno, quien ganó el premio a la Mejor película en el Pink Grand Prix. En octubre de 2004, apareció con la AV Idol Sora Aoi en la película Stop the Bitch Campaign: Hell Version dirigida por Kōsuke Suzuki. Aoyama tuvo un papel destacado junto a Mayu Asada y Lemon Hanazawa en la película de J-Horror The Slit-Mouthed Woman, también conocida como Kannō byōtō: nureta akai kuchibiru, basada en las leyendas urbanas japonesas de la Kuchisake-onna.
Como actriz audiovisual, Aoyama fue nominada al premio a la Mejor actriz en la ceremonia de los Adult Broadcasting Awards de 2006 por su trabajo para la cadena Sky PerfectTV!. Entre sus obras prominentes de pinky violence estaban las actuaciones de Uncle's Paradise, película de Shinji Imaoka publicada en mayo de 2006. En el certamen Pink Grand Prix, la película fue elegido como el octavo mejor estreno de temática pinky violence del año y Aoyama recibió el premio a Mejor actriz. Aoyama fue una de las protagonistas de la fantasía romántica convencional de 2006 Cat Girl Kiki, que se lanzó en Estados Unidos en mayo de 2007.
Aoyama anunció su retiro del trabajo audiovisual en el evento de junio de 2007 Momotaro Night celebrado en Shinjuku (Tokio). Su retiro estuvo marcado por lanzamientos simultáneos de videos de los estudios Momotaro y Attackers el 7 de junio de 2007 y una sesión de fotos especial de Aoyama para Attackers.
Después de su retiro de los videos para adultos, Aoyama continuó haciendo películas pinky violence, incluidos los papeles protagonistas en Nakagawa Jun Kyōju no Inbina Hibi (2008) con Rinako Hirasawa, o Tsubo Hime Sōpu: Nuru Hada de Urazeme, dirigida por Yoshikazu Katō en 2009, que ganó a la Mejor película en el Pink Grand Prix de 2009. Aoyama también fue nominada al premio a Mejor actriz, quedando en segundo lugar por su actuación en esta película. También en 2009, Aoyama ganó el premio a la Mejor actriz de reparto en los Premios Pinky Ribbon.
Además de las apariciones en televisión y en V-Cinema, Aoyama también se unió a "Gesshoku Kagekidan", un grupo teatral de vanguardia, y en agosto de 2008 actuó en una obra de teatro de Terayama Shūji. En abril de 2011, Aoyama coprotagonizó con Nao Ayukawa la película pinky violence del director Yoshikazu Katō Kateikyōshi to mibōjin gibo: Masaguri kyōen, y poco después anunció su retiro del negocio del entretenimiento, en junio de 2011.